# Lira dell'Africa Orientale Italiana
La lira AOI fu una serie speciale di banconote della lira italiana stampate per la circolazione nell'Africa Orientale Italiana tra il 1937 e il 1941.

## Storia
Il regio decreto legge 2 luglio 1936, n. 1371, poi convertito nella legge 11 gennaio 1937, n. 260, aveva introdotto la lira italiana come unica valuta avente corso legale in Etiopia, contestualmente mettendo fine al regime derogatorio vigente in Eritrea. Il periodo di transizione fu stabilito per le banconote in tre mesi, dal 15 luglio al 15 ottobre 1936, e in un solo mese per le monete, da convertirsi entro il 15 agosto.
Il problema concreto nasceva però dal particolare sistema monetario etiope che si basava su un'antica moneta d'argento, il tallero di Maria Teresa che, grazie al suo valore intrinseco in valuta pregiata, era perfettamente mantenuta circolante ed accettata nel paese, tanto che anche le banconote e le monete ne erano in realtà un controvalore derivato in corso forzoso. Se il cambio della cartamoneta e delle monete avvenne nei tempi previsti e nel tasso obbligatorio di un tallero per tre lire, il governo italiano non poté fare altrettanto coi talleri argentei, pena la tesaurizzazione degli stessi.
Il tasso di cambio imposto dall'Italia era oggettivamente sproporzionato e attinente a considerazioni politiche e belliche, e per nulla economiche, su un paese conquistato. Nel 1936 la zecca di Roma coniò una moneta argentea da 5 lire del peso di 5 grammi, mentre il tallero teresiano pesava 28 grammi: ciò comportava un rapporto intrinseco di mercato di 28 a 5, del tutto estraneo a quanto stabilito per legge.
Il governo italiano tentò quindi di sbloccare lo stallo mediante l'emissione di una cartamoneta a tassi più realistici, ma con caratteristiche tecniche tali da impedirne la circolazione nella madrepatria, onde non generare inflazione o fenomeni di speculazione.

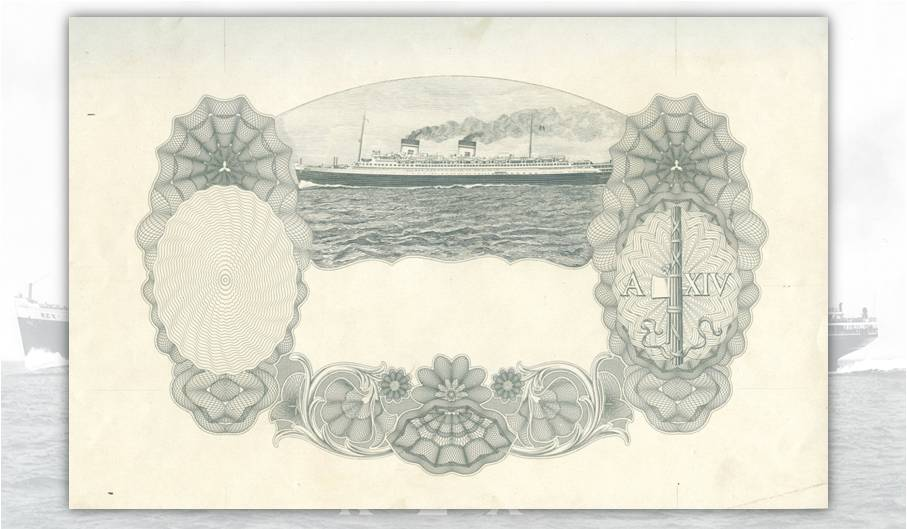
Retro della prova originale da 1000 lire destinata all'Africa Orientale Italiana

 A seguito della scoperta nel 2021 del bozzetto originale delle 1000 lire del numismatico Gerardo Vendemia raffigurante sul retro il transatlantico Rex si è appreso che il progetto iniziale prevedeva una serie dedicata alla circolazione nei territori dell'AOI. Dopo aver valutato i tempi di progettazione e realizzazione, troppo lunghi per le esigenze del Governo, si optò per l'utilizzo delle stesse banconote circolanti in Italia, della serie disegnata da Giovanni Capranesi, con alcune modifiche, tra cui la dicitura "Serie Speciale Africa Orientale Italiana" e il cambio delle colorazioni. Dedicare una serie speciale all'AOI era importante dal punto di vista economico, in questo modo, sarebbe stato possibile dichiararla "fuoricorso", se ci fossero stati inconvenienti, senza influenza sulle banconote italiane.
Le prime banconote furono stampate dal 12 settembre 1938 ad un cambio di 4 lire e mezza per un tallero, ma non sortirono l'effetto sperato, e il 13 gennaio 1939 venne emessa una nuova produzione a 5 lire per un tallero. Con lo scoppio della guerra e la temporanea occupazione della Somalia britannica tra il 1940 e il 1941, anche qui si tentò di introdurre la lira seppur in coabitazione con lo scellino, offrendo un cambio fra il tallero e le banconote AOI portato a 13 lire e mezza.
L'occupazione inglese dell'Africa Orientale Italiana comportò un'ampia diffusione dello scellino dell'Africa Orientale in tutto il territorio, dato che i pesanti segnali inflativi che si prospettavano sulla lira spingevano gli stessi abitanti a coprirsi finanziariamente dotandosi di una valuta più stabile, tanto che il cambio pari a 24 lire dell'Africa Orientale Italiana imposto dal Comando militare britannico di Mogadiscio del generale Alan Cunningham, emessa il 2 marzo 1941, divenne in poco tempo quasi vantaggioso. L'ordinanza militare poneva inoltre in vigore svariate valute del composito Impero britannico, dalla sterlina egiziana alla rupia indiana, oltre alla nuova liberalizzazione del tallero di Maria Teresa con un tasso di cambio che, significativamente, era stabilito in 45 lire per un tallero. La lira italiana rimaneva comunque valida per il commercio al dettaglio, ma le speciali banconote AOI, divenute un simbolo truffaldino, furono subito poste fuori corso. In ogni caso, nel giro di pochissimi anni fu la stessa popolazione locale a premunirsi di disfarsi delle svalutate lire, e fu dallo scellino britannico che il restaurato governo etiope creò nell'immediato dopoguerra il nuovo tallero etiope.
La fine delle banconote AOI non ebbe però luogo in Africa bensì proprio in Italia perché nel 1942 il Ministero del Tesoro, rimasto a corto di valuta circolante a causa della sempre più difficilmente arginabile inflazione, autorizzò l'emissione nel territorio metropolitano dei quantitativi di banconote già prodotte l'anno prima ma mai portate in un'Africa ormai persa. Una quantità imprecisata di banconote fu poi inoltre riportata in Italia nel 1943, al fine di disfarsene, proprio dalle truppe inglesi che stavano man mano occupando il paese insieme agli statunitensi. Anche questa cartamoneta contribuì ovviamente alla devastante inflazione che martoriò la lira negli anni successivi.

## Tagli
Nel 1938 furono stampate banconote col valore di 50, 100, 500 e 1000 lire: i disegni erano gli stessi delle banconote italiane, con la differenza che vi era stampata la scritta "Serie Speciale Africa Orientale Italiana".
Come residuo dell'uso della lira italo-africana, fino alla fine degli anni sessanta in Somalia veniva usata l'espressione lix lira (cioè, "sei lire") per indicare i venticinque centesimi di scellino somalo.